# Wasting Time
Singles de Blink-182
M+M's
(1995) Lemmings
(1996)
Pistes de Cheshire Cat
Toast and Bananas
(11) Romeo and Rebecca
(13)
Wasting Time est une chanson du groupe Blink-182 qui apparaît sur l'album Cheshire Cat. Sa version single est sortie le 21 novembre 1996. 

## Liste des pistes
| Wasting Time | Wasting Time | Wasting Time | Wasting Time | Wasting Time | Wasting Time | Wasting Time | Wasting Time | Wasting Time | Wasting Time |
| No           | Titre        | Auteur       | Durée        |              |              |              |              |              |              |
| ------------ | ------------ | ------------ | ------------ | ------------ | ------------ | ------------ | ------------ | ------------ | ------------ |
| 1.           | Wasting Time | Blink-182    | 2:49         |              |              |              |              |              |              |
| 2.           | Wrecked Him  | Blink-182    | 2:48         |              |              |              |              |              |              |
| 3.           | Lemmings     | Blink-182    | 2:38         |              |              |              |              |              |              |
| 4.           | Enthused     | Blink-182    | 2:48         |              |              |              |              |              |              |
| 11:03        |              |              |              |              |              |              |              |              |              |

- La chanson Wrecked Him apparaissait déjà sur l'EP They Came to Conquer... Uranus.
- La chanson Lemmings sortira peu après en single, puis apparaîtra en 1997 sur l'album Dude Ranch.
- La chanson Enthused apparaîtra en 1997 sur l'album Dude Ranch.

## Collaborateurs
- Mark Hoppus — Chant, Basse
- Tom DeLonge — Chant, Guitare
- Scott Raynor — Batterie